# Peptídeo natriurético cerebral
O Peptideo Natriurético Cerebral (BNP) foi originalmente identificado (1988)4,9 em cérebro de porcos, vindo daí sua denominação1. Também está presente no cérebro humano, porém sua maior concentração se dá nos ventrículos cardíacos (ele é secretado principalmente pelos ventrículos em resposta à pré-carga aumentada, com resultado da elevação da pressão ventricular). O BNP humano é sintetizado como um preprohormônio de 134 aa que é clivado em um prohormônio de 108 aminoácidos. Posteriormente, ocorre uma quebra por uma protease desconhecida que resulta em um fragmento inativo de 76 aa aminoterminal (não funcional) e um de 32 aa carboxi-terminal biologicamente ativo. O tamanho do BNP completamente processado varia de acordo com as espécies. Em seres humanos, porco e cachorro, possui 32 aminoácidos e, em rato, apresenta 45 aminoácidos.2

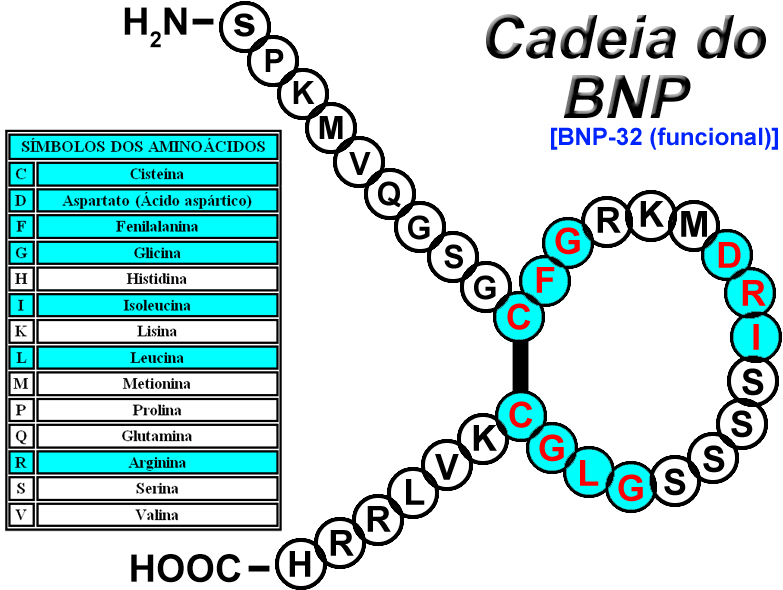
Molécula de BNP 32 (funcional).

Embora o BNP seja armazenado com ANP (peptídeo natriurético atrial) em grânulos atriais, ele não é armazenado em grânulos nos ventrículos. Ao invés disso, a produção de BNP ventricular possui sua transcrição regulada pela distensão da parede cardíaca no átrio, o que é o resultado da sobrecarga de volume, e sugere uma importante regulação parácrina da massa ventricular.3 Em condições patológicas, como na hipertrofia ventricular, após infarto agudo do miocárdio e na insuficiência cardíaca congestiva, a síntese do BNP nos miócitos aumenta consideravelmente, levando a níveis no plasma que são similares ou mesmo superiores aos do ANP. Por isso, níveis altos de BNP no plasma podem servir como um importante marcador bioquímico para detectar hipertrofia ventricular e cardíaca em seres humanos.8
A capacidade de se determinar a presença ou não de insuficiência cardíaca de maneira rápida e confiável possui influência tanto na decisão terapêutica imediata como em questões prognósticas de longo prazo, haja vista a maior mortalidade de pacientes portadores de disfunção ventricular, mesmo assintomáticos, em comparação à população geral. Tem sido proposto o uso do BNP para o diagnóstico da insuficiência cardíaca. Diferentes estudos têm evidenciado boa correlação dos níveis elevados do BNP com anormalidade em diversas variáveis hemodinâmicas, como aumento da pressão de capilar pulmonar, aumento da pressão diastólica final do ventrículo esquerdo e redução da fração de ejeção. Níveis elevados do peptídeo natriurético cerebral têm sido também relacionados com o achado de disfunção ventricular diastólica.8
Recentemente vem sendo atribuído ao BNP papel na monitorização do tratamento de pacientes com insuficiência cardíaca. Alguns autores têm sugerido que o peptídeo poderia servir como parâmetro terapêutico, e propõem o retorno do peptídeo aos níveis séricos basais como objetivo final do tratamento, e não mais apenas a melhora dos sintomas. Tal proposição baseia-se no fato de os níveis plasmáticos do BNP se relacionarem a pior prognóstico em pacientes com insuficiência cardíaca, bem como ao fato de se poder reduzir esses níveis após introdução de medicações.  O BNP entrou no arsenal farmacêutico para o tratamento da insuficiência cardíaca aguda, pois, da mesma forma que o ANP, com níveis plasmáticos elevados, ele regulariza as funções cardíacas (pré-carga e pós-carga).3
Fisiologicamente, a função mais provável do BNP é neutralizar os estímulos para a hipertrofia e remodelamento do coração.
Há duas classes principais de receptores de peptídeo natriurético (NPR). A Guanilato Ciclase (GC) é um receptor que medeia todos os efeitos conhecidos dos peptídeos natriuréticos no sistema cardiovascular, renal, osteogênico e adiposo. Os Receptores de Remoção (NPRC) - como o nome indica - tem um papel importante na retirada dos peptídeos natriuréticos da circulação, e/ou tem um papel modulador na regulação das suas concentrações em um tecido.3
Experimentos in vitro também demonstraram que o BNP antagoniza os efeitos da TGF-β (Fator de Desenvolvimento Tumoral - um importante fator regulador do crescimento e desenvolvimento celular) nas células em crescimento; também inibe a produção de colágeno e fibronectina, bem como a expressão de vários genes pró-inflamatórios, pró-fibróticos e pró-transformantes em miofibroblastos cardíacos cultivados. Este estudo também descobriu que o BNP por si só afeta apenas a expressão de alguns genes, porém, ao alterar os efeitos de TGF-β, afeta literalmente a expressão de centenas de genes.3

## Efeitos sobre o metabolismo de gorduras3
Desde 1986 era conhecido que a infusão da ANP em seres humanos aumenta a taxa de ácidos graxos livres no plasma. No entanto, os mecanismos e o possível significado funcional desta constatação foram apenas analisados mais detalhadamente nos últimos 5 anos.
A adição de ANP ou BNP em adipócitos humanos isolados ou em infusão aumenta sensivelmente a hidrólise de triglicerídeos, o que produz ácidos graxos não-esterificados livres (NEFA) e glicerol. Tradicionalmente, o controle da lipólise tem sido atribuído ao sistema nervoso autônomo e a insulina. Contudo, já sabemos que a ação lipolítica dos peptídeos natriuréticos é independente do efeito anti-lipolítico da insulina. Consequentemente, enquanto insulina inibe o efeito de isoproterenol (um receptor adrenérgico agonista), ela não tem efeito sobre a ação lipolítica dos peptídeos natriuréticos. Além do seu efeito lipolítico, o ANP também inibe a ação da leptina em adipócitos humanos de indivíduos obesos, um efeito secundário na sua ação lipolítica.
Há fortes indícios que o aumento de massa gorda pode levar a uma expressão exagerada de NPRC, levando a uma diminuição dos níveis de plasma da ANP. Ora, níveis plasmáticos mais baixos de ANP conduzirão à retenção de sódio e ao consequente aumento do seu volume no plasma, resultando em um aumento da pressão sanguínea. O aumento da expressão de NPRC em adipócitos reduzirá a concentração local da ANP e, dessa maneira inibirá a lipólise (favorecendo a secreção de leptina) e o armazenamento de gordura. Isso iria contribuir para um círculo vicioso entre a obesidade, a diminuição da concentração plasmática do ANP e a hipertensão.  Os NPRC são importantes para a regulação das taxas de ANP e BNP no plasma, pois estabilizam essas taxas assim que o estímulo para a liberação deles cessa.